# Chordifex laxus

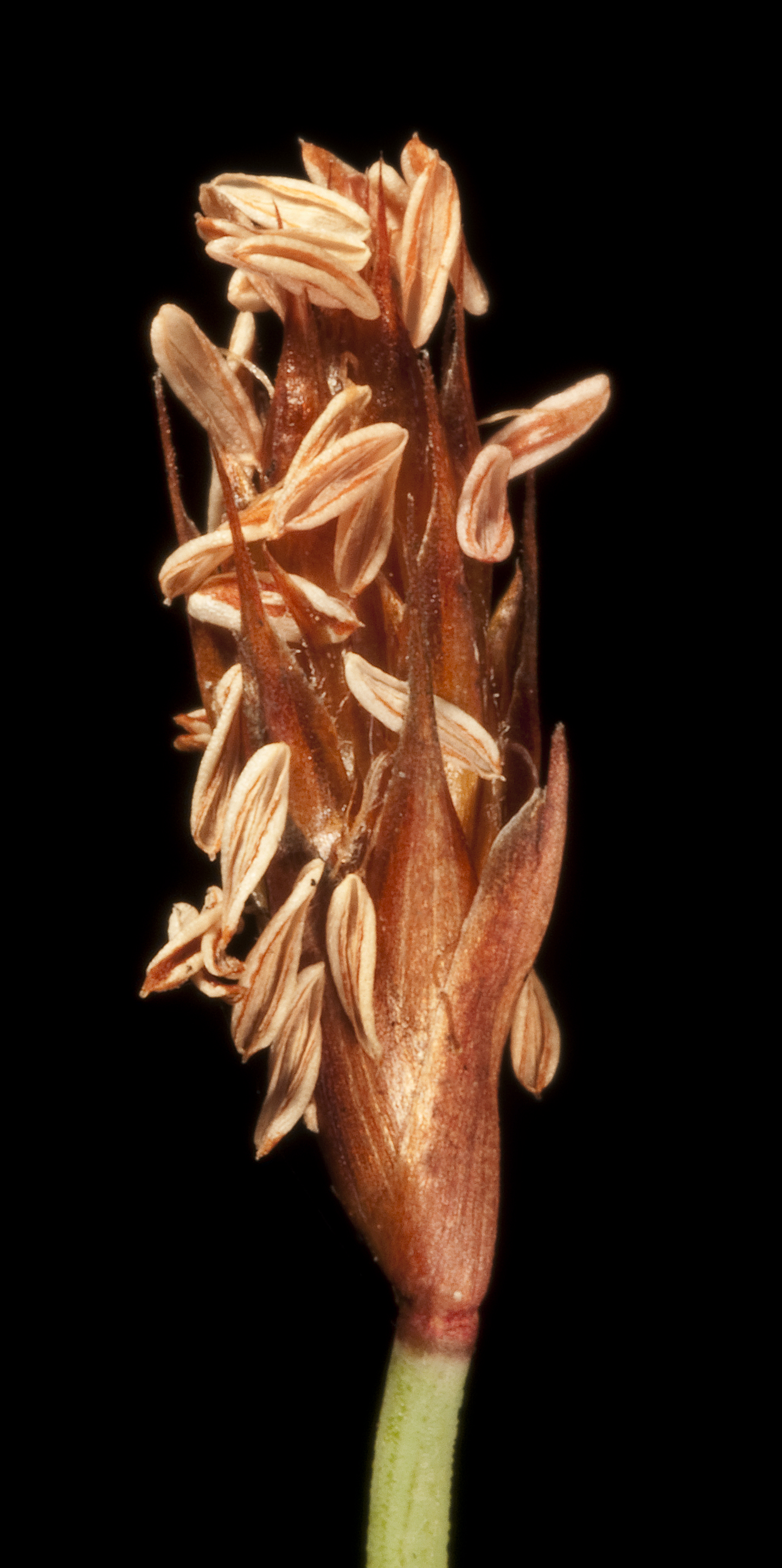

Chordifex laxus är en gräsväxtart som först beskrevs av Robert Brown, och fick sitt nu gällande namn av Barbara Gillian Briggs och Lawrence Alexander Sidney Johnson. Chordifex laxus ingår i släktet Chordifex och familjen Restionaceae. Inga underarter finns listade i Catalogue of Life.